# Georges Gonthier
Pour les articles homonymes, voir Gonthier.
Georges Gonthier est un chercheur canadien en informatique, effectuant sa recherche en Grande-Bretagne et en France.  Ses domaines d'intérêt sont la conception des langages de programmation et leur sémantique, la théorie de la concurrence en programmation et son application à la sécurité, les méthodes et les outils pour la vérification formelle des programmes informatiques et des théories mathématiques. Il est notamment connu pour le développement complet, mécaniquement vérifié par ordinateur de la démonstration du théorème des quatre couleurs.

## Travaux et distinctions
Georges Gonthier a entre autres travaillé sur les langages concurrents et synchrones, en particulier le langage Esterel de Gérard Berry, sur la réduction du lambda-calcul avec Martín Abadi et Jean-Jacques Lévy, et sur la sécurité des communications de processus distribués avec Abadi et Cédric Fournet.
Ses recherches actuelles portent sur l'utilisation des assistants de preuve reposant sur la théorie des types, conçus et utilisés par des logiciens et des informaticiens, dans des domaines plus larges des mathématiques. En 2005, sa vérification automatique de la preuve du théorème des quatre couleurs entièrement formalisée dans le système Rocq a mis un terme aux doutes de la communauté mathématique sur la validité des preuves automatisées de ce résultat. Il dirige depuis le groupe Mathematical Components du centre commun Microsoft-INRIA qui travaille sur la formalisation de mathématiques plus fondamentales, dont la théorie des groupes finis.
Georges Gonthier reçoit le Grand Prix « Sciences de l'informatique » de la Fondation d'entreprise EADS en 2011.
Le 20 septembre 2012, il annonce avoir terminé la formalisation en Rocq de la preuve du théorème de Feit-Thompson, après six ans de travail avec son équipe. Ce résultat permet d’affirmer la correction de la preuve de 250 pages écrite en 1963.